# Marinewaffenschule
Die Marinewaffenschule (MWaS) war vom 1. Oktober 1974 bis zum 31. Dezember 2003 die zentrale Ausbildungseinrichtung der Deutschen Marine für Schiffswaffen und Munition mit jeweils einer Lehrgruppe in Eckernförde  und in Kappeln . Im Rahmen der Neuordnung der Schullandschaft der Marine übernahm die Marinetechnikschule die technischen Ausbildungsanteile, die Marineoperationsschule die operativ-taktischen. Die Liegenschaft in Eckernförde blieb erhalten und wurde dem Marinestützpunktkommando Eckernförde zugeschlagen. Die Kasernen- und Zivilgebäude in Kappeln wurden durch die Bundesvermögensverwaltung übernommen und danach an private Investoren veräußert. Es ist geplant, dort die „Schlei-Terrassen“ zu errichten.

## Unterstellung
Die Marinewaffenschule unterstand zunächst dem Amtschef des Marineamts unmittelbar, später dem Admiral Marineausbildung und ab 2002 bis zur Schließung dem Admiral Weiterentwicklung und Ausbildung.

## Auftrag
Die Marinewaffenschule war mit der Durchführung der Über- und Unterwasserwaffenausbildung der Offiziere, Unteroffiziere und Mannschaften der Marine beauftragt.

### Lehrgruppe A
Die Lehrgruppe A in Eckernförde war zuständig für die Ausbildung in
- Unterwasserwaffenelektronik
- Führungsmittel- und Waffeneinsatz*
- Operationsdienst*
- Unterwasserwaffenmechanik und
- Sperrwaffenmechanik.

Bei der Lehrgruppe A erfolgte auch die Grundausbildung für die Unterwasser- und Sperrwaffenmechaniker.
* Mit Schwerpunkt Schnellboote, und nur soweit die Ausbildung nicht an anderen Ausbildungseinrichtungen (z. B. Marineortungsschule) erfolgte.

### Lehrgruppe B
Die Lehrgruppe B in Kappeln (Ortsteil Ellenberg) bildete hauptsächlich das Bedien- und Instandsetzungspersonal für Überwasserwaffen und die zugehörigen Waffenleitanlagen aus. 
Bei der Lehrgruppe B wurde auch eine Grundausbildung durchgeführt, hier vornehmlich für angehende Überwasserwaffenmechaniker, Überwasserwaffenelektroniker und Soldaten aus dem Operationsdienst, die für den Einsatz auf Schnellbooten vorgesehen waren.

## Geschichte
Die MWaS wurde zum 1. Oktober 1974 durch Zusammenlegung von Marineunterwasserwaffenschule (MUWWaS) und Marineartillerieschule (MArtS) neu aufgestellt. Die MUWWaS wurde zur MWaS Lehrgruppe A, die MArtS zur Lehrgruppe B der neu eingerichteten MWaS; beide Anteile verblieben an den jeweiligen Standorten. Der Schulstab der MWaS hatte seinen Sitz in Eckernförde.
Marineunterwasserwaffenschule
Die Aufstellung der Marineunterwasserwaffenschule in Flensburg-Mürwik wurde zum 15. August 1956 verfügt. Die Schule vereinte Aufgaben der früheren Torpedo-, Sperr-, Uboot- und U-Abwehrschulen. Am 1. April 1963 verlegte sie nach Eckernförde.

Marineartillerieschule
Die Aufstellung der Marineartillerieschule in Kiel wurde zum August 1956 unter der Leitung von Korvettenkapitän Karlheinrich Borkowski angeordnet. Zum November 1956 war die Aufstellung abgeschlossen. Fregattenkapitän Fritz-Günther Boldemann wurde Ausbildungsleiter und wurde mit der Wahrnehmung der Geschäfte als Kommandeur der Schule beauftragt. Am 1. April 1968 verlegte sie nach Ellenberg. Mit Wirkung zum 1. Oktober 1974 wurde der Status der Marineartillerieschule von dem einer selbstständigen Einheit in den einer Lehrgruppe umgewandelt und kam mit der Neuordnung des Marineamtes zur neu eingerichteten Marinewaffenschule.
Unterstellt waren beide die Schulen zunächst dem Marinewaffenkommando / Kommando der Marinewaffen, ab 1. Oktober 1965 dem Admiral der Marinewaffen und ab dem 1. Oktober 1973 dem Amtschef des Marineamts unmittelbar.
1980 wurde durch den Kommandeur der Marienwaffenschule, Kapitän zur See Fritz Sievert, in der Nähe des Hafens in Eckernförde ein Gedenkstein zu Ehren von Korvettenkapitän Alfred Kranzfelder errichtet.

## Kommandeure der Marinewaffenschule (1974–2002)
| Nr. | Name                                     | Beginn der Amtszeit | Ende der Amtszeit |
| --- | ---------------------------------------- | ------------------- | ----------------- |
| 08  | Kapitän zur See Arndt Rainer Boonstoppel | 1999                | 2002              |
| 07  | Kapitän zur See Fritz Noblé              | 1996                | 1998              |
| 06  | Kapitän zur See Dieter Leonhard          | 27. Okt. 1992       | 1995              |
| 05  | Kapitän zur See Peter Hoffmann           | 1. Apr. 1992        | 27. Okt. 1992     |
| 04  | Kapitän zur See Klaus Dingeldein         | 1. Apr. 1989        | 31. März 1992     |
| 03  | Kapitän zur See Hans-Jürgen Schäfer      | 21. Sep. 1984       | 31. März 1989     |
| 02  | Kapitän zur See Hans-Georg Nippe         | 1. Apr. 1980        | 20. Sep. 1984     |
| 01  | Kapitän zur See Fritz Sievert            | 1. Okt. 1974        | 31. März 1980     |

## Kommandeure der Marineunterwasserwaffenschule (1957–1974)
| Nr. | Name                                        | Beginn der Amtszeit | Ende der Amtszeit |
| --- | ------------------------------------------- | ------------------- | ----------------- |
| 07  | Kapitän zur See Egon Kruse (m.W.d.G.b)      | Mai 1974            | Sep. 1974         |
| 06  | Kapitän zur See Reinhard Goette (m.W.d.G.b) | Jan. 1974           | Mai 1974          |
| 05  | Kapitän zur See Eberhard Zimmermann         | Okt. 1972           | Jan. 1972         |
| 04  | Kapitän zur See Günther Feist               | Okt. 1966           | Sep. 1972         |
| 03  | Kapitän zur See Gustav Forstmann            | Jan. 1962           | Okt. 1966         |
| 02  | Kapitän zur See Gerhard Wiebe               | Jan. 1959           | Jan. 1962         |
| 01  | Kapitän zur See Hans John                   | Jan. 1957           | Jan. 1959         |

## Kommandeure der Marineartillerieschule (1956–1974)
| Nr. | Name                                           | Beginn der Amtszeit | Ende der Amtszeit |
| --- | ---------------------------------------------- | ------------------- | ----------------- |
| 07  | Kapitän zur See Klaus Hornbostel               | September 1970      | Sep. 1974         |
| 06  | Fregattenkapitän Hermann Schmidt               | Oktober 1968        | September 1970    |
| 05  | Fregattenkapitän Karlheinrich Borkowski        | April 1965          | September 1968    |
| 04  | Kapitän zur See Walter Flachsenberg            | Juni 1962           | März 1965         |
| 03  | Fregattenkapitän Klaus Hornbostel (m.W.d.G.b.) | April 1962          | Juni 1962         |
| 02  | Kapitän zur See Walter Hülsemann               | Apr. 1959           | März 1962         |
| 01  | Fregattenkapitän Fritz-Günther Boldemann       | Dez. 1956           | März 1959         |